# Burza uczuć

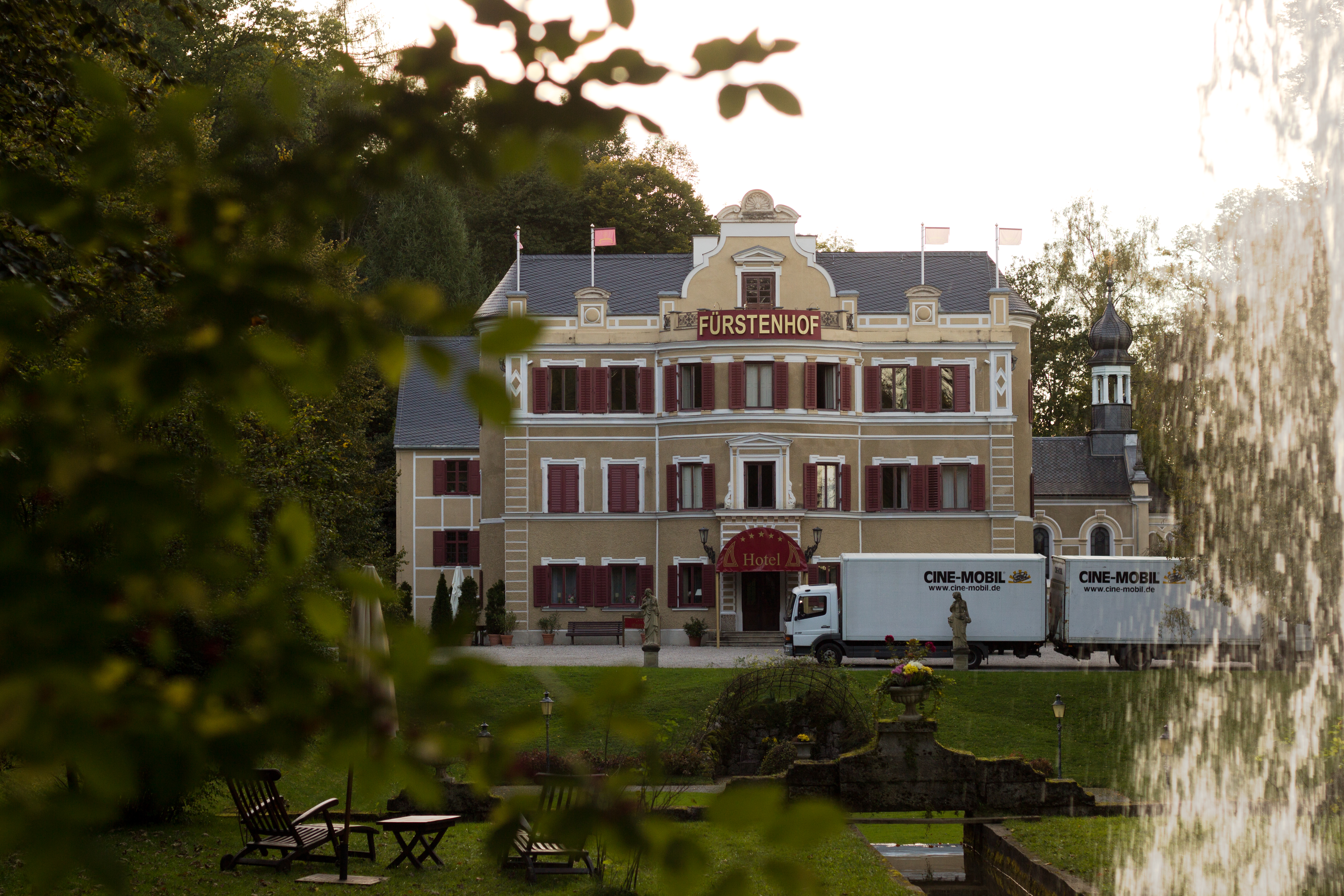
Hotel Fürstenhof, główne miejsce akcji serialu

Burza uczuć (niem. Sturm der Liebe, wł. Tempesta d’amore) – niemiecki serial telewizyjny, emitowany od 26 września 2005. W Polsce serial był emitowany od 4 lutego 2008 do 28 marca 2012 w TV Puls, gdzie pokazano cztery pierwsze serie (914 odcinków). Siódma seria (od odcinka 1388) premierowo emitowana była w Romance TV od 17 września 2014 do 15 lipca 2015, ósma seria od 17 maja 2016 do 13 marca 2017, a dziewiąta seria od 7 stycznia 2019 do 23 grudnia 2019.

## Fabuła
Burza uczuć to opowieść o prawdziwym życiu i o jedynej i niepowtarzalnej miłości, która czeka na bohaterów serialu w pięciogwiazdkowym hotelu Fürstenhof, oraz o tym że nigdy nie należy się poddawać i że prawdziwa miłość zawsze zwycięży i pokona wszelkie trudności które stawia życie. Telenowela opowiada o wielu wątkach, generalnie o pracownikach Hotel Fürstenhof (Książęcy Dwór). Akcja serialu rozgrywa się w fikcyjnej miejscowości Bichl w Górnej Bawarii. Budynek, który prezentuje zewnętrzną stronę hotelu znajduje się w Feldkirchen-Westerham. Fabuła koncentruje się w szczególności na członkach rodziny Saalfeld, właścicielu hotelu i pracowników. Dużą rolę odgrywa również małżeństwo Sonnbichler.

## Główni bohaterowie
Werner Saalfeld – żonaty z Charlotte Saalfeld, dziedziczką hotelu Fürstenhof. Przez wiele lat dyrektor w 5-gwiazdkowym hotelu. Po prawie 40 lat, w końcu pogodził się z bratem André i zatrudnił go jako kucharz. Ma słabość do wyrachowanych pięknych kobiet i nie potrafi się zmienić. Bardzo często zdradzał swoją żonę, co w końcu doprowadziło do ich rozwodu, po 36 latach małżeństwa.
Charlotte Saalfeld – współwłaścicielka hotelu, działaczka w fundacjach charytatywnych, organizatorka wielu imprez charytatywnych, otrzymała bawarski Order Zasług. Po latach dowiaduje się o licznych zdradach męża, była w związku z André. Kiedy w hotelu pojawia się Cosima Zastrow, okazuje się, że to nie Charlotte, ale Cosima jest biologiczną córką Ludwika Saalfelda. W ramach zadośćuczynienia oddaje Cosimie 30% akcji hotelu Fürstenhof. Charlotte popada w romans z Michaelem Niederbühl. Jednak kiedy zdaje sobie sprawę, że Michael nadal żywi uczucia do Tanja, odchodzi od niego.
Alfons i Hildegarda Sonnbichler – pracownicy hotelu Fürstenhof od dziesięcioleci, Hildegarda pracuje w kuchni, a Alfons pracuje jako recepcjonista, jest szefem wszystkich portierów w hotelu. Alfonso jako pracownik jest bardzo oddany i wierny, szczególnie w stosunku do Charlotte Saalfeld i Aleksandra, który jest ich synem. Hildegarda uczestniczy w lokalnej radzie, była kandydatką na burmistrza. Mają córkę Marie.
André Konopka – młodszy brat Wernera. Pracuje jako kucharz, ponadto jest on członkiem zarządu nowo utworzonej rady. Jego bratanek, Robert wrócił po śmierci żony Miriam do hotelu i pracował jako drugi kucharz razem z André, jednak po ślubie z Evą opuścił hotel, zabrali ze sobą córkę Roberta Valentinę. Syn Andre Simon, wyjechał z żoną Maike do Południowej Afryki i pracuje w winiarni ojca Jaspera Steenkamp.
Nils Heinemann – przybywa do Furstenhof, aby odzyskać Marie Sonnbichler, w której zakochał się w swoim poprzednim miejscu pracy Thalheim. Bardzo długo zajmuje im dogadanie się, jednak Marie zakochuje się w nim. Od dawna Nils jest trenerem fitnes w hotelu. Krótko przed eksplozją bomby podłożonej przez Barbarę w hotelu, ostrzega wszystkich pracowników i gości. Zakochuje się w Sabrinie Görres, która jest Gastro-dziennikarką w hotelu. Okazuje się, że Sabrina jest córką André Konopki.
dr Michael Niederbühl – to lekarz w hotelu, który zastąpił Gregora. Zakochuje się w Charlotte i planuje nawet ją poślubić. Jednak, gdy dowiaduje się, że ma syna o imieniu Fabien, wraz z Tanią Libertz jego związek z Charlotte rozpada się. Michael ma jeszcze córkę, Debbie Williams z poprzedniego związku.

## Główne pary
| Aktor                       | Bohater                                     | Odcinki                | Rok                    | Gościnnie                              |
| SERIA 1: Odcinki 1–313      | SERIA 1: Odcinki 1–313                      | SERIA 1: Odcinki 1–313 | SERIA 1: Odcinki 1–313 | SERIA 1: Odcinki 1–313                 |
| --------------------------- | ------------------------------------------- | ---------------------- | ---------------------- | -------------------------------------- |
| Henriette Richter-Röhl      | Laura Saalfeld, z d. Mahler                 | 1–313                  | 2005–2007              | 998–1001                               |
| Gregory B. Waldis           | Alexander Saalfeld                          | 1–313                  | 2005–2007              | 385–387, 500–505, 1610–1628, 1999–2002 |
| SERIA 2: Odcinki 314–520    |                                             |                        |                        |                                        |
| Inez Bjørg David            | Miriam Saalfeld, z d. von Heidenberg †      | 189–520                | 2006–2007              | 739–742                                |
| Lorenzo Patané              | Robert Saalfeld                             | 1–520                  | 2005–2007              | 998–1001                               |
| SERIA 3: Odcinki 521–703    |                                             |                        |                        |                                        |
| Dominique Siassia           | Samia Bergmeister, z d. Obote, Gruber       | 356–704                | 2007–2008              |                                        |
| Christof Arnold             | dr Gregor Bergmeister                       | 134–704                | 2006–2008              | 2393–2398                              |
| SERIA 4: Odcinki 704–914    |                                             |                        |                        |                                        |
| Ivanka Brekalo              | Emma Saalfeld, z d. Strobl                  | 590–914                | 2008–2009              | 1019–1025, 1753–1755                   |
| Martin Gruber               | Felix Saalfeld                              | 273–914                | 2006–2009              | 1022–1025, 1754–1755                   |
| SERIA 5: Odcinki 915–1117   |                                             |                        |                        |                                        |
| Ute Katharina Kampowsky     | Annika Bruckner †                           | 872–934                | 2009                   | 951                                    |
| Sarah Stork                 | Sandra Zastrow, z d. Ostermeyer             | 934–1117               | 2009–2010              |                                        |
| Wolfgang Cerny              | Lukas Zastrow                               | 897–1117               | 2009–2010              |                                        |
| SERIA 6: Odcinki 1118–1391  |                                             |                        |                        |                                        |
| Uta Kargel                  | Eva Saalfeld, z d. Krendlinger              | 1087–1391              | 2010–2011              |                                        |
| Lorenzo Patané              | Robert Saalfeld                             | 1099–1391              | 2010–2011              | 2656–2663                              |
| SERIA: 7 Odcinki 1392–1600  |                                             |                        |                        |                                        |
| Ines Lutz                   | Theresa van Norden, z d. Burger             | 1377–1600              | 2011–2012              |                                        |
| Daniel Fünffrock            | Moritz van Norden                           | 1380–1600              | 2011–2012              |                                        |
| SERIA: 8 Odcinki 1601–1814  |                                             |                        |                        |                                        |
| Lucy Scherer                | Marlene Riedmüller z d. Schweitzer          | 1570–1814              | 2012–2013              |                                        |
| Moritz Tittel               | Konstantin Riedmuller                       | 1391–1814              | 2011–2013              |                                        |
| SERIA: 9 Odcinki 1815–2066  |                                             |                        |                        |                                        |
| Liza Tzschirner             | Pauline Stahl z d. Jentzsch                 | 1781–2066              | 2013–2014              | 2261–2265, 2747                        |
| Christian Feist             | Leonard Stahl                               | 1778–2066              | 2013–2014              | 2261–2265, 2747                        |
| SERIA: 10 Odcinki 2067–2265 |                                             |                        |                        |                                        |
| Jennifer Newrkla            | Julia Stahl z d. Wegener                    | 2053–2265              | 2014–2015              |                                        |
| Jan Hartmann                | Niklas Stahl                                | 2062–2265              | 2014–2015              |                                        |
| SERIA: 11 Odcinki 2266–2499 |                                             |                        |                        |                                        |
| Magdalena Steinlein         | Luisa Wegener z d. Reisiger                 | 2248–2502              | 2015–2016              |                                        |
| Kai Albrecht                | Sebastian Wegener                           | 2053–2502              | 2014–2016              |                                        |
| SERIA: 12 Odcinki 2500–2692 |                                             |                        |                        |                                        |
| Jeannine Michèle Wacker     | Clara Lechner z d. Morgenstern              | 2473–2693              | 2016–2017              |                                        |
| Max Alberti                 | Adrian Lechner                              | 2487–2693              | 2016–2017              |                                        |
| SERIA: 13 Odcinki 2693–2812 |                                             |                        |                        |                                        |
| Victoria Reich              | Eleonore „Ella” Kessler                     | 2677–2812              | 2017                   |                                        |
| Julia Alice Ludwig          | Rebecca „Becky” Newcombe z d. Herz          | 2682–2812              | 2017                   |                                        |
| Alexander Milz              | William Newcombe alias William Lechner      | 2577–2812              | 2016–2017              | 2842–2857                              |
| SERIA: 14 Odcinki 2813–3019 |                                             |                        |                        |                                        |
| Larissa Marolt              | Dr. Alicia Lindbergh                        | 2745–3019              | 2017–2019              | 3102–3107                              |
| Sebastian Fischer           | Viktor Saalfeld                             | 2761–3019              | 2017–2019              | 3102–3107                              |
| SERIA: 15 Odcinki 3020–3264 |                                             |                        |                        |                                        |
| Helen Barke                 | Denise Winter z d. Saalfeld                 | 3006–3264              | 2018–2019              |                                        |
| Julian Schneider            | Joshua Winter                               | 2994–3264              | 2018–2019              |                                        |
| SERIA: 16 Odcinki 3265–3515 |                                             |                        |                        |                                        |
| Léa Wegmann                 | Franziska "Franzi" Saalfeld z d. Krummbiegl | 3223–3515              | 2019–2020              |                                        |
| Florian Frowein             | Tim Saalfeld alias Tim Degen                | 3225–3515              | 2019–2020              |                                        |
| SERIA: 17 Odcinki 3516–3729 |                                             |                        |                        |                                        |
| Christina Arends            | Maja von Thalheim                           | 3491–3729              | 2020–2021              | 3949–3952                              |
| Arne Löber                  | Florian Vogt                                | 3491–3729              | 2020–2021              | 3949–3952, 4027–4038                   |
| SERIA: 18 Odcinki 3730–3957 |                                             |                        |                        |                                        |
| Lena Conzendorf             | Josephine „Josie” Klee                      | 3712–3957              | 2021–2023              |                                        |
| Sandro Kirtzel              | Paul Klee alias Paul Lindbergh              | 2824–3460, 3713–3957   | 2017–2020, 2021–2023   |                                        |
| SERIA: 19 Odcinki 3958–4151 |                                             |                        |                        |                                        |
| Dorothée Neff               | Eleni Saalfeld z. d. Schwarzbach            | 3910–4151              | 2022–2023              |                                        |
| Marcel Zuschlag             | Peter „Leander” Saalfeld                    | 3949–4151              | 2022–2023              |                                        |
| SERIA: 20 Odcinki 4152–4334 |                                             |                        |                        |                                        |
| Robin Schick                | Philipp Brandes                             | 4140–4334              | 2023–2024              |                                        |
| Soluna-Delta Kokol          | Ana Alves                                   | 4143–4334              | 2023–2024              |                                        |
| Martin Walde                | Dr. Vincent Ritter                          | od 4152                | od 2023                |                                        |
| SERIA: 21 Odcinki od 4335   |                                             |                        |                        |                                        |
| Elias Reichert              | Henry Sydow                                 | od 4326                | od 2024                |                                        |
| Katharina Schueba           | Maxi Neubach                                | od 4327                | od 2024                |                                        |

### Pary poszczególnych serii

#### Odcinki 1–313: Laura i Alexander Saalfeld
Laura Mahler przygotowuje desery, pewnego dnia w Monachium spotyka Alexandra Saalfelda, który jest jednym z właścicieli hotelu i zakochuje się w nim. Alexander jest starszym synem Charlotty Saalfeld. Jego młodszy brat Robert jest kucharzem w hotelu którego założyli dziadkowie Charlotte. Alexander jest zaręczony z Kathariną Klinker-Emden, jednak z miłości do Laury zrywa zaręczyny. Katharina podczas przejażdżki spada z konia, okazuje się, że straciła wzrok. Alexander czując się winnym postanawia zaopiekować się Kathariną. Wkrótce zaręczają się. W hotelu pojawia się dawny narzeczony Laury Lars Hoffmann. Laura wybacza mu i postanawia wyjść za niego, jednak uświadamia sobie że kocha Alexandra i porzuca Larsa przed ołtarzem. Katharina odzyskuje wzrok, jednak nie przyznaje się do tego ze strachu, że Alexander zerwie zaręczyny. Alexander mówi Laurze, że jej biologicznym ojcem jest Werner. Katharina i Alexander biorą ślub. Wychodzi na jaw, że Katharina odzyskała wzrok, jednak Alexander pozostaje z nią, gdyż jego ukochana związała się z Christianem DeVille, niedługo po tym wychodzi na jaw że Christian tak naprawdę nazywa się Gregor Bergmeister. Katharina zdradza Alexandra z malarzem Svenem i opuszcza hotel. Laura i Alexander nie mogą być razem, gdyż myślą, że są rodzeństwem, jednak spędzają ze sobą noc. Laura zachodzi w ciąże, Gregor mimo wszystko nadal chce się z nią ożenić i wychowywać dziecko. Werner na wieść o ciąży Laury postanawia wyjawić prawdę. Ostatecznie to Gregor mówi Laurze, że Alexander nie jest jej bratem. Laura ostatecznie wybiera Alexandra. Planują ślub i wspólną przyszłość, jednak w dzień slubu Laura zostaje porwana przez Helenę Marinelli, która więzi ją w ruinach starego zamku, chce zatrzymać Laurę aż do porodu, uważa, że dziecko które nosi Laura należy do niej. Dzięki zaszyfrowanej wiadomości od Laury, Alexander odkrywa kto więzi jego ukochaną. Alexander i Laura biorą ślub i wyjeżdżają do Brukseli, tam mieszkają wraz z córką Hanną i synem Peterem Alfonsem Wernerem. Alexander powraca do hotelu, kiedy Robert zapada w śpiączkę, natomiast Laura powraca w 2010 roku wraz z Robertem, na proces Barbary.

#### Odcinki 314–520: Miriam i Robert Saalfeld
Robert Saalfeld, szef kuchni i współwłaściciel hotelu jest młodszym synem Charlotte i Wernera. Miriam von Heidenberg zajmuje się kwiatami i ich zapachem. Robert i Miriam natychmiast zakochują się w sobie, jednak Robert nie wyobraża sobie życia z kobietą na wózku. Miriam zaczyna interesować się Maxim Klinker- Emden, brat Kathariny. Początkowo nie ma on czystych intencji. Robert i Miriam zaręczają się. Niestety konflikt Roberta z Barbarą doprowadza do rozstania Miriam i Roberta. Miriam zakochuje się w swoim terapeucie Felixie, który pomaga jej zacząć chodzić. Wychodzą na jaw przekręty Barbary. Aby przeszkodzić jej w przejęciu majątku von Heidenberga, Miriam i Felix pobierają się. Robert pomaga zorganizować ślub w tajemnicy przed Barbarą. Macocha Miriam jest wściekła dlatego, że Miriam wyszła za mąż przed ukończeniem 25 lat, a więc to Miriam dostanie cały spadek po ojcu. W hotelu rozpoczyna pracę siostra Felixa Viktoria. Wkrótce Robert i Viktoria zostają parą. Okazuje się, że Felix jest hazardzistą. Barbara porywa Felixa, Miriam przekazuje cały swój majątek na okup, jednak pieniądze były znaczone, Barbara pali je wszystkie. Dochodzi do bójki między Felixem a Robertem, Robert traci powonienie. Robert ponownie oświadcza się Miriam, jednak ze ślubem muszą poczekać, gdyż Miriam nadal jest żoną Felixa. Miriam we śnie przypomina sobie jak naprawdę zginął jej ojciec, uświadamia sobie że to Barbara wmówiła jej podczas hipnozy, że to Miriam spowodowała wypadek. Okazuje się, że to Barbara zamordowała von Heidenberga. Barbara, wiedząc, że została zdemaskowana rzuca się w przepaść, ciała jednak nie odnaleziono. Robert chcąc pomóc swojej kuzynce Leoni, oddaje dla niej wątrobę. Na skutek komplikacji po operacji, Robert zapada w śpiączkę. Budzi się z anhedonią i analgezją – nie odczuwa emocji i bólu. W lesie, gdzie Miriam i Robert się poznali dochodzi do wypadku, Miriam spada z konia. Robert znajduje ją nieprzytomną. Na skutek szoku Robert odzyskuje swoje uczucia. Robert i Miriam biorą symboliczny ślub i wyjeżdżają do Paryża, gdzie Robert nadal pracuje jako kucharz a Miriam produkuje perfumy. Miriam powraca do hotelu w 2008 roku aby rozwieść się z Felixem. Robert powraca w 2010 roku aby zeznawać w procesie Barbary, informuje rodzinę, że Miriam spodziewa się dziecka.

#### Odcinki 521–703: Samia i Gregor Bergmeister
Samia Obote miłośniczka tańca, nielegalnie przebywa w Niemczech, dlatego adoptuje ją Johan Gruber ojciec Felixa. Samia uciekła przed ojcem z rodzinnego domu w Ugandzie, pojawiła się w hotelu dzięki Charlotte. Podjęła pracę w hotelu jako masażystka. Gregor jest lekarzem w hotelu. Z biegiem czasu Samia i Gregor zakochują się w sobie. Niestety Gregor zostawia Samie dla Leoni Preisinger kuzynki Roberta. Lecz po jakimś czasie Leoni wyjeżdża z Markiem. Samia i Gregor znowu są razem. W hotelu pojawia się Joshua Okello Obote ojciec Sami. Ich relacje ulegają poprawie. Fion Marquardt i André postanawiają ukraść diament, który posiada ojciec Sami. Fion ratując André uderza popielniczką Joshue, mężczyzna ginie. Podejrzenie pada na Gregora. Gdy toczy się śledztwo które prowadzi Jana Schneider Gregor wiąże się z nią, niestety Jana traci dziecko Gregora które nosiła. Tymczasem Samia wiąże się z Simonem Konopką. Fiona wyznaje prawdę Elisabeth, Fiona traci panowanie nad kierownicą i dochodzi do wypadku. Fiona umiera, a Elisabeth jest w bardzo ciężkim stanie. Starcza jej jedynie sił aby opowiedzieć prawdę Charlotte. Elisabeth umiera, Johan nie może się z tym pogodzić. Samia przekazuje swoje udziały w hotelu Johanowi, ten zaś oddaje je swojemu synowi Felixowi. W dniu ślubu Sami i Simona, kobieta zdaje sobie sprawę, że kocha Gregora. Gregor i Samia biorą ślub na statku. Razem wyjeżdżają do Afryki prowadzić działalność charytatywną wraz z Charlotte Saalfeld, po jakimś czasie Charlotte wraca do hotelu, dlatego Samia i Gregor zajmują się wszystkimi sprawami w fundacji. Jak do tej pory nie pojawiają się gościnnie w hotelu.

#### Odcinki 704–914: Emma i Felix Saalfeld
Emma Strobl pojawia się w hotelu aby znaleźć pracę. Emma na pierwszym spotkaniu o pracę poznaje Felixa, kierownika restauracji w hotelu, zakochała się w nim. Emma rozwija swoje zamiłowania krawieckie. Jest szaleńczo zakochana w Felixie, niestety bez wzajemności, bo on zauroczony jest jej siostrą Rosali, która jest z nim tylko dal pieniędzy. Po nieudanych staraniach o miłość Felixa, Emma wiąże się z Benem. W hotelu pojawia się Sylvia Wielander, jej wygląd łudząco przypomina zaginioną przed rokiem Barbarę von Heidenberg. Jednak wyniki badań jednoznacznie wykluczają pokrewieństwo Sylvii z Barbarą. Werner zakochuje się w Sylvii. Ben odkrywa że jego matką była Barbarę, robi badania z których wynika, że jego matką jest Sylvia. Do hotelu przyjeżdża dr Paul Wielander, podając się za męża Sylvii. Sylvia zaczyna odzyskiwać swoją prawdziwą tożsamość uświadamia sobie, że jest Barbarą. W dniu ślubu z Wernerem Barbara symbolicznie zabija Sylvię i wraca do swojej prawdziwej natury. W lesie zabija Paula Wielandera. Barbara chcąc przejąć hotel, dodaje Wernerowi do picia krople które osłabiają jego pamięć. Rosali aby utrzymać przy sobie Felixa kłamie, że jest z nim w ciąży. Emma odkrywa że Sylvia to tak naprawdę Barbara. Barbara porywa Emmę i Felixa i więzi ich w elektrowni, dzięki jednemu z pracowników udaje im się wydostać. Kiedy wychodzi na jaw że Rosali nie jest w ciąży, Felix i Emma zamierzają się pobrać. W dniu ślubu Rosali chce zabić siebie i siostrę. Uświadamia sobie jednak, że kocha siostrę i nie chce jej śmierci. Emma i Felix wyjeżdżają do Kanady do ojca Felixa. Kilka tygodni później okazuje się, że Emma urodzi bliźniaki.

#### Odcinki 915–933: Annika Bruckner, 934–1117 Sandra i Lukas Zastrow
Tuż przed wyjazdem Emmy i Felixa do Kanady okazało się, że Cosima Zastrow po urodzeniu została zamieniona w szpitalu z Charlottą Saalfeld z powodu swojej wady serca. Tak więc to nie Charlotte jest córką Ludwiga Saalfelda tylko Cosima. Do hotelu przyjeżdża syn Cosimy Lukas. Spotyka tam dawną znajomą Annikę Bruckner, łuczniczkę. Następnie zakochuje się w niej. Lukas oświadcza się Anice, ta przyjmuje oświadczyny. Niestety ich szczęście burzy tragiczny wypadek, Lukas potrącił Annikę jadącą na rowerze. Annika umiera, w szpitalu Lukas poznaje Sandrę Ostermeyer, która oczekuje na przeszczep serca. Dawcą po swojej śmierci zostaje Annika. Lukas wiedząc, że Sandra otrzymała serce Aniki zbliżył się do niej. Charlote oddaje 30% swoich udziałów w hotelu Cosimie. Wkrótce potem okazuje się, że Sandra jest córką Wernera Saalfelda. Lukas i Sandra zostali parą, jednak wskutek intryg matki Lukasa, poślubia on Rosalie, lecz po krótkim czasie wraca do Sandry. Okazuje się, że Sandra jest w ciąży jednak szybko traci dziecko. Spore zamieszanie wprowadza również pojawienie się ojca Lukasa Gotza Zastrow. Lukas i Sandra wybierają się w góry. Tam w domku zasypuje ich lawina. Stan Sandry ulega pogorszeniu. Z pomocą przychodzą im Gotz i Werner. Cosima ma atak serca. Prosi syna o przebaczenie i umiera. Lukas i Sandra biorą ślub i wyjeżdżają do Czech by tam prowadzić własny hotel. W 2013 roku Sandra dzwoni do Wenera i informuje go, że z powodu problemów z sercem nie może zajść w ciążę, ale razem z Lukasem adoptowali małą dziewczynkę Annę.

#### Odcinki 1118–1391: Eva i Robert Saalfeld
Robert Saalfeld, po dwóch latach powraca z Paryża do Fürstenhofu na proces w sprawie oskarżonej o morderstwo Barbary von Heidenberg. Po procesie Robert wraca do Paryża aby być z Miriam przy porodzie. Jednak dochodzi do komplikacji i Miriam umiera, rodząc córkę Valentinę. Robert wraca wraz z córką do hotelu, jednak po stracie ukochanej jest zrozpaczony, nie chce mieć kontaktu ze swoją córką. Obwinia ją o śmierć Miriam. W opiece nad dzieckiem pomaga Eva Krendlinger. Eva dowiaduje się, że jej biologicznym ojcem jest tak naprawdę Gustl Moosburg, przyrodni brat Alfonsa Sonnbichlera. Eva pomaga Robertowi przezwyciężyć niechęć do jego córki. Podczas podróży do Werony, Eva i Robert zbliżają się do siebie. Eva zachodzi w ciąże, lecz boi się, że przez to Robert może od niej odejść, para rozstaje się. Do hotelu przybywa uznany za martwego Markus Zastrow, narzeczony Evy sprzed lat, najstarszy syn Cosimy. Był w rzeczywistości więziony przez mafię, teraz chce odzyskać miłość Evy. Jednak Markus spędza noc z Barbarą w domku w lesie. Nieświadomy faktu, że ona jest żoną jego ojca. Niedługo później Eva traci dziecko. Odżywają uczucia Evy do Markusa, planują wziąć ślub. Jednak Eva uświadamia sobie że nie darzy Markusa prawdziwą miłością i chce od niego odejść, ale on mówi jej, że ma guza mózgu, Eva postanawia pozostać przy nim. W końcu Markus przechodzi operację i opuszcza hotel. Robert i Eva biorą ślub, podczas wesela, Barbara wysadza Fürstenhof. Ewa i Robert wyjeżdżają do Włoch do Werony.

#### Odcinki 1392–1600: Theresa i Moritz van Norden
Po ukończeniu studiów absolwentka, dyplomowana Braumeisterin, Theresa Burger wraca z Berlina do domu i okazuje się, że rodzinny Betrieb Burger Bräu jest zaniedbany i opuszczony. Theresa postanawia wznowić produkcję i przywrócić browar. Theresa spotyka architekta Moritza van Norden, zakochuje się w nim z wzajemnością. Jego matką jest Doris – agent nieruchomości, właścicielka firmy Van Norden Bau. W Argentynie, w tym samym czasie przebywa Konstantin Riedmüller, po śmierci swojej matki, dowiaduje się, że został adoptowany, postanawia pojechać do Niemiec, aby odnaleźć swoją rodzinę. Konstantin odnajduje swoją matkę i brata bliźniaka. Moritz i Konstantin spotykają się na moście, gdzie dochodzi do tragedii. Podczas szamotaniny Moritz spada z mostu do wody. Konstantinowi nie udaje się odnaleźć brat, wyławia z rzeki tylko jego marynarkę wraz z dokumentami. Konstantin dociera do hotelu i podaje się za Moritza. Nieprzytomnego i zniekształconego Moritza znajdują Elena Majoré i jej ojciec, zawożą go do szpitala. Elena, dostaje pracę jako asystentka w kuchni Fürstenhof. Przekonuje chirurga plastycznego, który przebywa jako gość w hotelu aby pomógł Moritzowi. Moritz dostaje nową twarz, jednak w wyniku wypadku traci pamięć. Podaje się jako Peter Bach, zostaje zatrudniony w hotelu jako ogrodnik. Konstantin podając się za Moritza rozkochuje w sobie Therese. Doris odkrywa, że Konstantim – syn którego sprzedała, podaje się za Moritza. Konstantin wyjawia prawdę Theresie, ta mimo wszystkiego zostaje z nim. Moritz odzyskuje pamięć, chce ukarać brata, za to co mu zrobił. Theresa mimo faktu że Moritz żyje, pozostaje z Konstantinem. Jednak kiedy Moritz ratuje ją z przepaści w lesie, jej uczucia powracają. Doris uświadamia sobie jaką krzywdę wyrządziła swoim synom, bracia godzą się. Moritz i Theresa biorą ślub w Górskiej Kaplicy. Para opuszcza hotel i udaje się do Nadrenii Północnej – Porta Westfalica.

#### Odcinki 1601–1814: Marlene i Konstantin Riedmüller
Młoda agentka muzyki i pianistka, Marlene Schweitzer, przybywa do Fürstenhofu, aby móc spełniać swoje muzyczne marzenia jak jej matka, Natascha Schweitzer. Kiedy jej matka przybywa do Fürstenhofu, zakochuje się w atrakcyjnym mężczyźnie Konstantinie Riedmüller. Jej córka Marlene również od pierwszego spojrzenia traci serce dla uroczego barmana. Marlene nie miała praktycznie żadnych doświadczeń z mężczyznami, w przeciwieństwie do swojej matki, która od razu popada w romans z Konstantinem. Marlene zawsze stoi w cieniu swojej matki, która jest pewna siebie i umie walczyć o to czego pragnie. Marlene zaprzyjaźnia się z młodą pokojówką Mandy Meier, który chce pomóc jej zdobyć więcej pewności siebie i zachęca ją, aby zachowywała się bardziej kobieco. Marlene angażuje się w związek z dr. Michaelem Niederbühlem, próbując zapomnieć o miłości do Konstantina, chce być szczęśliwa z Michaelem. Marlene i Konstantin stają się najlepszymi przyjaciółmi, bardzo dobrze się rozumieją. Jednak Konstantin angażuje się w związek z Nataschą, która zachodzi w ciążę. Krótko po tym, Natascha dokonuje aborcji, Konstantinowi kłamie, że straciła dziecko. Po utracie dziecka Konstantin dystansuje się i nie żywi już żadnych uczuć do Nataschy i odwołuje ślub, kiedy zdaje sobie sprawę, że jest naprawdę zakochany w Marlene. Początkowo Marlene chce zostać z Michaelem, jednak pocałunek kończą wspólną nocą. Marlene uświadamia sobie, że kocha tylko Konstantina i nie może dalej pozostawać w związku z Michaelem, Marlene zrywa zaręczyny. Natascha chce przeszkodzić im i nie dopuścić do ślubu, jednak jej intryga wychodzi na jaw. Konstantin i Marlene biorą ślub i wyjeżdżają do Florencji.

## Tło
Od pierwszego odcinka serial nadawany jest w formacie 4:3. Od odcinka 447 serial jest realizowany w technologii wysokiej rozdzielczości HD. Emisje HD można oglądać na kanale ARD – Das Erste.
Pierwotnie serial miał liczyć 100 odcinków, jednak po wzrastającej oglądalności został on kilkakrotnie przedłużany. Zaplanowane jest już ponad 2800 odcinków, do 2018 roku.
Każda główna bohaterka w czasie każdego odcinka prezentuje swoje myśli jako lektor, ten zabieg jest spójny i łączy każdą serię. Wykorzystywano głosy: Henriette Richter-Röhl (odcinki 1-313, 26 września 2005 – 30 stycznia 2007), Inez Bjørg David (odcinki 319-520, 13 lutego 2007 – 18 grudnia 2007), Dominique Siassia (odcinki 528-703, 3 stycznia 2008 – 7 października 2008), Ivanka Brekalo (odcinki 704-914, 9 października 2008 – 14 września 2009), Ute Katharina Kampowsky (odcinki 915-933, 15 września 2009 – 9 października 2009), Sarah Stork (odcinki 934-1117, 13 października 2009 – 5 sierpnia 2010), Uta Kargel (odcinki 1118–1391, 6 sierpnia 2010 – 10 października 2011), Ines Lutz (odcinki 1392–1600, 11 października 2011 – 5 września 2012), Lucy Scherer (odcinki 1601–1814, 6 września 2012 – 1 sierpnia 2013), Liza Tzschirner (odcinki 1815-2066, 5 sierpnia 2013 – 10 września 2014), Jennifer Newrkla (odcinki 2067–2265, 11 września 2014 – 28 lipca 2015), Magdalena Steinlein (odcinki 2266-2502, 29 lipca 2015 – 28 lipca 2016), Jeannine Michèle Wacker (odcinki 2503–2692, 29 lipca 2016 – 22 maja 2017), Julia Alice Ludwig (odcinki 2691-2811, 19 maja 2017 – 16 listopada 2017), Victoria Reich (odcinki 2693-2812, 23 maja 2017 – 17 listopada 2017) oraz Larissa Marolt (od 2813 odc. od 20 listopada 2017).

### Czołówka
Każdy kolejny sezon rozpoczyna nowa czołówka, w której występuje aktualna obsada serialu. Tło dla poszczególnych bohaterów jest nieznacznie zmieniane, głównie opiera się o aury pór roku, najczęściej wiosna, lato i jesień.
- Pierwsza czołówka – seria I, występują: Henriette Richter-Röhl i Gregory B. Waldis oraz Dirk Galuba, Claudia Wenzel, Mona Seefried, Sepp Schauer i Antje Hagen, Inez Bjørg David i Nicola Tiggeler, Lorenzo Patané. Czołówka utrzymana jest w aurze letniej.
- Druga czołówka – seria II, występują: Inez Bjørg David i Lorenzo Patané oraz Dirk Galuba, Nicola Tiggeler, Sepp Schauer i Antje Hagen, Judith Hildebrandt. Czołówka utrzymana jest w aurze letniej.
- Trzecia czołówka – seria III, występują: Dominique Siassia i Christof Arnold oraz Dirk Galuba, Caroline Beil i Joachim Latsch, Sepp Schauer i Antje Hagen, Anna Angelina Wolfers, Susan Hoecke i Martin Gruber. Czołówka utrzymana jest w aurze jesiennej.
- Czwarta czołówka – seria IV, występują: Ivanka Brekalo i Martin Gruber oraz Dirk Galuba, Sepp Schauer i Antje Hagen, René Oltmanns, Joachim Lätsch i Heike Trinke, Nicola Tiggeler, Natalie Alison, Susan Hoecke. Czołówka utrzymana jest w aurze letniej.
- Piąta czołówka – seria V, występują: Sarah Stork i Wolfgang Cerny, Dirk Galuba, Antje Hagen i Sepp Schauer, Mona Seefried, René Oltmanns i Joachim Lätsch, Gabrielle Scharnitzky i Natalie Alison, Florian Stadler i Johannes Hauer. Czołówka utrzymana jest w aurze wiosennej.
- Szósta czołówka – seria VI, występują: Uta Kargel i Lorenzo Patané, Mona Seefried i Dirk Galuba, Antje Hagen i Sepp Schauer, Natalie Alison, René Oltmanns i Joachim Lätsch, Andreas Borcherding i Nicola Tiggeler, Florian Stadler i Johannes Hauer, Erich Altenkopf, Judith Hildebrandt i Florian Stadler. Czołówka utrzymana jest w aurze letniej.
- Siódma czołówka – seria VII, występują: Ines Lutz, Moritz Tittel i Daniel Fünffrock, Mona Seefried i Dirk Galuba, Antje Hagen i Sepp Schauer, Natalie Alison, Erich Altenkopf, Joachim Lätsch, Simone Ritscher, Jan van Weydei, Judith Hildebrandt i Florian Stadler. Czołówka utrzymana jest w aurze jesiennej.
- Ósma czołówka – seria VIII, występują: Lucy Scherer i Moritz Tittel, Melanie Wiegmann, Mona Seefried i Dirk Galuba, Antje Hagen i Sepp Schauer, Simone Ritscher, Michele Oliveri, Erich Altenkopf i Joachim Lätsch, Jan van Weyde, David Paryla i Florian Stadler. Czołówka utrzymana jest w aurze letniej.
- Dziewiąta czołówka – seria IX, występują: Liza Tzschirner i Christian Feist, Mona Seefried i Dirk Galuba, Antje Hagen i Sepp Schauer, Nadine Warmuth i Dietrich Adam, Erich Altenkopf i Melanie Wiegmann, Joachim Lätsch, Sarah Elena Timpe, Florian Stadler i David Paryla. Czołówka utrzymana jest w aurze letniej.
- Dziesiąta czołówka – seria X, występują: Jennifer Newrkla i Jan Hartmann, Dirk Galuba, Mona Seefried i Dietrich Adam, Antje Hagen i Sepp Schauer, Nadine Warmuth i Kai Albrecht, Erich Altenkopf, Melanie Wiegmann i Joachim Lätsch, Christin Balogh i Florian Stadler. Czołówka utrzymana jest w aurze wiosennej.
- Jedenasta czołówka – seria XI, występują: Magdalena Steinlein i Kai Albrecht, Dirk Galuba, Mona Seefried i Dietrich Adam, Antje Hagen i Sepp Schauer, Isabella Hübner i Michael Kuehl, Erich Altenkopf, Melanie Wiegmann i Joachim Lätsch, Christin Balogh i Florian Stadler. Czołówka utrzymana jest w aurze wczesnego lata.
- Dwunasta czołówka – seria XII, występują: Jeannine Michèle Wacker i Max Alberti, Dirk Galuba, Mona Seefried i Dietrich Adam, Antje Hagen i Sepp Schauer, Isabella Hübner i Michael Kuehl, Erich Altenkopf, Melanie Wiegmann i Joachim Lätsch, Christin Balogh i Florian Stadler. Czołówka utrzymana jest w aurze późnego lata.
- Trzynasta czołówka – seria XIII, występują: Victoria Reich i Julia Alice Ludwig, Marion Mitterhammer i Alexander Milz (od odcinka 2748 sam Alexander Milz), Dirk Galuba, Mona Seefried i Dietrich Adam (od odcinka 2748 Marion Mitterhammer, Dirk Galuba i Mona Seefried), Antje Hagen i Sepp Schauer, Louisa von Spies, Isabella Hübner i Michael Kühl (od odcinka 2748 Isabella Hübner i Dieter Bach), Erich Altenkopf, Melanie Wiegmann i Joachim Lätsch, Christin Balogh i Florian Stadler (od odcinka 2748 Christin Balogh, Florian Stadler i Florian Frowein). Czołówka utrzymana jest w aurze wiosennej.

### Miłosne ścieżki dźwiękowe
Każda para w serialu ma ulubioną miłosną piosenkę, która ich łączy.
- Laura i Alexander: Bridge Over Troubled Water, wykonawca: Simon & Garfunkel.
- Miriam i Robert: Your Song, wykonawca: Elton John.
- Samia i Gregor: I Will Always Love You, wykonawca: Whitney Houston.
- Emma i Felix: Moon River, wykonawca: Barbra Streisand.
- Annika i Lukas: Because of You, wykonawca: Kelly Clarkson.
- Sandra i Lukas: Without You, wykonawca: Harry Nilsson.
- Eva i Robert: When You Say Nothing at All, wykonawca: Ronan Keating.
- Theresa i Moritz: Honesty, wykonawca: Billy Joel.
- Marlene i Konstantin: Can’t Help Falling in Love, wykonawca: Elvis Presley.
- Pauline i Leonard: Summer Wine, wykonawcy: Lee Hazlewood i Nancy Sinatra.
- Julia i Niklas: You Light Up My Life, wykonawca: Debby Boone.
- Luisa i Sebastian Always on My, wykonawca Elvis Presley.
- Clara i Adrian Angel, wykonawca Robbie Williams.
- Ella i William: Love Is All Around, zespołu The Troggs w coverze wykonanym przez Wet Wet Wet.
- Alicia i Viktor: With or Without You, zespołu U2 w coverze wykonanym przez Scala & Kolacny Borthers.

Inne pary:
- Laura i Gregor: Stand by Me, wykonawca: Ben E. King.
- Miriam i Felix oraz Tanja i Nils: Total Eclipse of the Heart, wykonawca: Glee.
- Vera i Johann i początkowo Samia i Gregor: What The World Needs Now Is Love, wykonawca: Jackie DeShannon.
- Samia i Felix: La vie en rose, wykonawca: Édith Piaf.
- Leonie i Gregor: You’re Beautiful, wykonawca: James Blunt.
- Viktoria i Simon: Get Here, wykonawca: Oleta Adams.
- Viktoria i Marc: Killing Me Softly with His Song, wykonawca: Roberta Flack.
- Emma i Ben: I Got You Babe, wykonawca: Sonny & Cher.
- Eva i Markus: Leaving on a Jet Plane, wykonawca: Peter, Paul and Mary.
- Charlotte i Werner: My Way, wykonawca: Frank Sinatra.
- Doris i Werner: Mi Buenos Aires querido.
- Theresa i Konstantin: Just the Way You Are, wykonawca: Bruno Mars
- Natascha i Konstantin: I’m Through With Love, wykonawca: Marilyn Monroe.
- Kira i Martin: Like a Prayer, wykonawca: Madonna.
- Marlene i Michael: You’re the First, the Last, My Everything, wykonawca: Barry White.
- Charlotte i Friedrich: How Deep is Your Love, wykonawca: Bee Gees.
- Pauline i Daniel: Fly Me to the Moon, wykonawca: Frank Sinatra.
- Julia i Nils: Porque Te Vas, wykonawca: Jeanette Dimech.
- Luisa i David: You Are the Sunshine of My Life, wykonawca: Stevie Wonder.
- Romy i Paul: All of Me, wykonawca: John Legend.

## Emisja międzynarodowa
| Państwo    | Tytuł                    | Stacja TV                | Prawa do emisji          |
| ---------- | ------------------------ | ------------------------ | ------------------------ |
| Austria    | Sturm der Liebe          | ORF 2                    | Wszystkie serie          |
| Belgia     | Sturm der Liebe          | Vitaya                   | Wszystkie serie          |
| Bułgaria   | Winds of Love            | Nova television          | Seria I–III              |
| Estonia    | Kirgede torm             | TV3 (Estonia)            | Wszystkie serie          |
| Finlandia  | Lemmen viemää            | Sub (TV channel)         | Wszystkie serie          |
| Francja    | Le Tourbillon de l’amour | TéléObs                  | Seria VII                |
| Islandia   | Ástareldur               | Ríkisútvarpið            | Wszystkie serie          |
| Litwa      | Meilės sūkuryje          | TV3 Lithuania            | Wszystkie serie          |
| Łotwa      | Mīlas viesulis           | Latvijas Televīzija      | Wszystkie serie          |
| Niemcy     | Sturm der Liebe          | Das Erste                | Kraj produkcji           |
| Polska     | Burza uczuć              | TV Puls, Romance TV, TVN | Serie I–IV, serie VII-IX |
| Słowacja   | Sila lásky               | Slovenská televízia      | Wszystkie serie          |
| Słowenia   | V vrtincu ljubezni       | TV3                      | Seria I                  |
| Szwajcaria | Sturm der Liebe          | SRF zwei                 | Seria I                  |
| Włochy     | Tempesta d’amore         | Rete 4                   | Wszystkie serie          |